# Maimuna
Genre
Maimuna est un genre d'araignées aranéomorphes de la famille des Agelenidae.

## Distribution
Les espèces de ce genre se rencontrent dans le bassin méditerranéen oriental.

## Liste des espèces
Selon World Spider Catalog (version 25.5, 13/12/2024) :
- Maimuna anatolica Dimitrov, 2022
- Maimuna antalyensis Zamani, Kaya & Marusik, 2024
- Maimuna bovierlapierrei (Kulczyński, 1911)
- Maimuna cariae Brignoli, 1978
- Maimuna carmelica Levy, 1996
- Maimuna cretica (Kulczyński, 1903)
- Maimuna inornata (O. Pickard-Cambridge, 1872)
- Maimuna meronis Levy, 1996
- Maimuna vestita (C. L. Koch, 1841)

## Systématique et taxinomie
Ce genre a été décrit par Lehtinen en 1967 dans les Agelenidae.

## Publication originale
- Lehtinen, 1967 : « Classification of the cribellate spiders and some allied families, with notes on the evolution of the suborder Araneomorpha. » Annales Zoologici Fennici, vol. 4, p. 199-468.